# Trinidad e Tobago 2–1 Estados Unidos (Eliminatórias da Copa do Mundo FIFA de 2018)
A partida entre as seleções de futebol de Trinidad e Tobago e Estados Unidos foi realizada em 10 de outubro de 2017, pela última rodada da quinta fase das eliminatórias da CONCACAF para a Copa de 2018. Também conhecida como "Agonia de Couva" (referência à cidade aonde o jogo foi disputado), a partida terminou com uma surpreendente vitória da já então eliminada Seleção Trinitária por 2 x 1, que eliminou os Estados Unidos e classificou o Panamá para sua primeira Copa do Mundo.

## Contexto
A quinta fase das Eliminatórias da CONCACAF entrou na última rodada com as seleções de México e Costa Rica já classificadas, enquanto Panamá, Estados Unidos e Honduras brigavam pelas últimas 2 vagas (uma direta, outra para a repescagem contra a Austrália). Trinidad e Tobago ocupava a lanterna, com apenas 3 pontos. Jürgen Klinsmann fora demitido após perder os jogos contra México e Costa Rica, e deu lugar a Bruce Arena, que voltava a comandar os EUA após 11 anos. A seleção chegou a ficar 4 jogos invicta (vitórias sobre Honduras, México e Panamá, e um empate contra este último), e viajou para Trinidad e Tobago com um objetivo: a classificação para a oitava Copa seguida.

## O jogo
Aos 17 minutos, o zagueiro Omar Gonzalez tentou cortar um cruzamento do lateral-direito Alvin Jones, mas chutou para trás e a bola encobriu Tim Howard, abrindo o placar para Trinidad. 20 minutos depois, o próprio Jones aumentaria a vantagem trinitária com um forte chute de fora da área. No segundo tempo, Christian Pulisic diminuiu para os Estados Unidos, que bombardearam o gol de Adrian Foncette, mas não tiveram sucesso. Com a vitória hondurenha por 3 a 2 sobre o México, os norte-americanos teriam que torcer para que a Costa Rica vencesse o Panamá - Johan Venegas fez o gol dos Ticos, porém os Canaleros empataram num lance polêmico: após desvio de Gabriel Torres, Blás Pérez foi derrubado por Francisco Calvo e mandou para o gol, mesmo caído; a defesa costarriquenha afastou, mas o árbitro guatemalteco Walter López validou o gol (a bola não cruzou toda a linha). Román Torres foi o autor do gol da classificação panamenha aos 43 minutos da segunda etapa, eliminando os Estados Unidos, que após 7 participações seguidas ficou de fora da Copa de 2018.

## Detalhes
| 10 de outubro de 2017 | Trinidad e Tobago                  | 2 – 1     | Estados Unidos | Estádio Ato Boldon, Couva                |
| 20:00 (UTC−4)         | Gonzalez 17' (g.c.) · A. Jones 37' | Relatório | Pulisic 47'    | Público: 1 500 Árbitro: SLV Marlon Mejía |

| Trinidad e Tobago | Estados Unidos |

| GK              | 22 | Adrian Foncette     |       |     |
| DF              | 17 | Alvin Jones         |       |     |
| DF              | 5  | Daneil Cyrus        |       |     |
| DF              | 13 | Curtis Gonzales     |       |     |
| DF              | 18 | Tristan Hodge       | 68'   | 82' |
| MF              | 7  | Nathan Lewis        |       |     |
| MF              | 23 | Leston Paul         |       |     |
| MF              | 19 | Kevan George        |       |     |
| MF              | 8  | Khaleem Hyland      |       |     |
| MD              | 16 | Levi Garcia         |       | 72' |
| FW              | 9  | Shahdon Winchester  |       | 78' |
| Substituições:  |    |                     |       |     |
| GK              | 1  | Glenroy Samuel      |       |     |
| GK              | 21 | Greg Ranjitsingh    |       |     |
| DF              | 2  | Kareem Moses        |       |     |
| DF              | 4  | Kevon Villaroel     |       | 82' |
| DF              | 6  | Josiah Trimmingham  |       |     |
| MF              | 3  | Joevin Jones        | 90+3' | 72' |
| MF              | 15 | Jared London        |       |     |
| MF              | 10 | Duane Muckette      |       |     |
| FW              | 20 | Trevin Caesar       |       | 78' |
| FW              | 11 | Neil Benjamin       |       |     |
| FW              | 12 | Kathon St. Hillaire |       |     |
| FW              | 14 | Akeem Roach         |       |     |
| Técnico:        |    |                     |       |     |
| Dennis Lawrence |    |                     |       |     |

| GK             | 1  | Tim Howard        |       |     |
| DF             | 2  | DeAndre Yedlin    |       |     |
| DF             | 3  | Omar Gonzalez     | 90+1' |     |
| DF             | 5  | Matt Besler       | 90+5' |     |
| DF             | 15 | Jorge Villafaña   |       | 72' |
| MF             | 4  | Michael Bradley   |       |     |
| MF             | 21 | Paul Arriola      |       | 46' |
| MF             | 6  | Darlington Nagbe  |       | 84' |
| MF             | 10 | Christian Pulisic |       |     |
| FW             | 17 | Jozy Altidore     |       |     |
| FW             | 9  | Bobby Wood        |       |     |
| Substituições: |    |                   |       |     |
| GK             | 22 | Nick Rimando      |       |     |
| GK             | 12 | Brad Guzan        |       |     |
| DF             | 7  | DaMarcus Beasley  |       |     |
| DF             | 19 | Graham Zusi       |       |     |
| DF             | 14 | Tim Ream          |       |     |
| DF             | 23 | Kellyn Acosta     |       | 72' |
| MF             | 8  | Clint Dempsey     |       | 46' |
| MF             | 16 | Benny Feilhaber   |       | 84' |
| MF             | 13 | Dax McCarty       |       |     |
| MF             | 11 | Alejandro Bedoya  |       |     |
| FW             | 18 | Chris Wondolowski |       |     |
| FW             | 20 | Geoff Cameron     |       |     |
| Técnico:       |    |                   |       |     |
| Bruce Arena    |    |                   |       |     |

### Resultado final
| Pos | Equipe            | Pts | J  | V | E | D | GP | GC | SG  |                             |  | MEX | CRC | PAN | HON | USA | TRI |
| --- | ----------------- | --- | -- | - | - | - | -- | -- | --- | --------------------------- |  | --- | --- | --- | --- | --- | --- |
| 1   | México            | 21  | 10 | 6 | 3 | 1 | 16 | 7  | +9  | Copa do Mundo de 2018       |  | —   | 2–0 | 1–0 | 3–0 | 1–1 | 3–1 |
| 2   | Costa Rica        | 16  | 10 | 4 | 4 | 2 | 14 | 8  | +6  | Copa do Mundo de 2018       |  | 1–1 | —   | 0–0 | 1–1 | 4–0 | 2–1 |
| 3   | Panamá            | 13  | 10 | 3 | 4 | 3 | 9  | 10 | −1  | Copa do Mundo de 2018       |  | 0–0 | 2–1 | —   | 2–2 | 1–1 | 3–0 |
| 4   | Honduras          | 13  | 10 | 3 | 4 | 3 | 13 | 19 | −6  | Repescagem intercontinental |  | 3–2 | 1–1 | 0–1 | —   | 1–1 | 3–1 |
| 5   | Estados Unidos    | 12  | 10 | 3 | 3 | 4 | 17 | 13 | +4  | Eliminados                  |  | 1–2 | 0–2 | 4–0 | 6–0 | —   | 2–0 |
| 6   | Trinidad e Tobago | 6   | 10 | 2 | 0 | 8 | 7  | 19 | −12 | Eliminados                  |  | 0–1 | 0–2 | 1–0 | 1–2 | 2–1 | —   |

## Consequências
- Foi a primeira vitória de Trinidad sobre os EUA desde 2008, e apenas o terceiro triunfo da seleção caribenha em toda a história do confronto[4].
- Bruce Arena deixou o cargo de treinador dos Estados Unidos após o jogo, enquanto Gonzalez afirmou que o gol contra "iria assombrá-lo para sempre"[5]. Além do zagueiro, Howard, Clint Dempsey, Michael Bradley, DeAndre Yedlin e Jozy Altidore se afastaram do futebol internacional (os 2 primeiros se aposentaram da seleção).